# The Banner Saga 3
The Banner Saga 3 là một game nhập vai chiến thuật được phát triển bởi Stoic Studio. Đây là phần cuối cùng trong bộ ba trò chơi bắt đầu với The Banner Saga (2014) và The Banner Saga 2 (2016).

## Lối chơi
The Banner Saga 3 thuộc thể loại nhập vai chiến thuật có tính năng chiến đấu theo lượt. Các chủ đề của trò chơi được lấy cảm hứng từ văn hóa Viking.

## Phát triển và phát hành
The Banner Saga 3 được phát triển bởi Stoic, một studio do cựu nhân viên BioWare sáng lập. Sau khi phát hành The Banner Saga 2 năm 2016, Stoic bày tỏ sự quan tâm đến việc tạo ra phần thứ ba, lưu ý rằng vũ trụ hư cấu mà họ tạo ra có nhiều cơ hội kể chuyện hơn. Phát biểu tại Hội nghị Nhà phát triển Game NASSCOM năm 2016, người đồng sáng lập Stoic là John Watson, đã nhắc lại ý định hoàn thành bộ ba trò chơi The Banner Saga. Ông ước tính ngân sách cần có sẽ là 2 triệu đô la, và nói rằng họ đã xem xét tài trợ bên ngoài.
Vào tháng 1 năm 2017, The Banner Saga 3 đã được công bố với sự ra mắt của một chiến dịch gọi vốn cộng đồng trên Kickstarter. Mục tiêu 200.000 đô la đã đạt được trong vòng chưa đầy một tuần và chiến dịch đã kết thúc vào tháng 3 với số tiền 416.986 đô la được quyên góp cho quá trình phát triển game. Mặc dù phần lớn tài trợ vẫn sẽ đến từ chính Stoic, Watson nói rằng chiến dịch Kickstarter cũng sẽ tạo ra một cộng đồng những người thử nghiệm nhiệt tình.
Trò chơi được Versus Evil phát hành trên Windows và macOS.

## Đón nhận
Trò chơi nhận được đánh giá chung thuận lợi theo tổng hợp kết quả đánh giá Metacritic.

### Giải thưởng
| Năm  | Giải thưởng                                           | Thể loại                                           | Kết quả   | Ref           |
| ---- | ----------------------------------------------------- | -------------------------------------------------- | --------- | ------------- |
| 2018 | 9th Hollywood Music in Media Awards                   | Original Song ("Only We Few Remember It Now")      | Đoạt giải | [ 21 ] [ 22 ] |
| 2018 | Golden Joystick Awards                                | Best Storytelling                                  | Đề cử     | [ 23 ] [ 24 ] |
| 2018 | The Game Awards 2018                                  | Best Strategy Game                                 | Đề cử     | [ 25 ]        |
| 2018 | Titanium Awards                                       | Best Original Soundtrack (Austin Wintory)          | Đề cử     | [ 26 ]        |
| 2018 | Australian Games Awards                               | Strategy Title of the Year                         | Đề cử     | [ 27 ]        |
| 2019 | National Academy of Video Game Trade Reviewers Awards | Art Direction, Period Influence                    | Đề cử     | [ 28 ]        |
| 2019 | National Academy of Video Game Trade Reviewers Awards | Game, Strategy                                     | Đề cử     | [ 28 ]        |
| 2019 | 2019 G.A.N.G. Awards                                  | Best Original Song ("Only We Few Remember It Now") | Đề cử     | [ 29 ]        |